# Sorbus wilmottiana
Sorbus wilmottiana là một loài thực vật thuộc họ Rosaceae. Đây là loài đặc hữu của Vương quốc Anh. Chúng hiện đang bị đe dọa vì mất môi trường sống.